# Lazarillo de Tormes
A Lazarillo de Tormes, (teljes eredeti címe: La Vida de Lazarillo de Tormes: y de sus Fortunas y Adversidades) Spanyolországban 1554-ben megjelent rövid regény, szerzője ismeretlen. Az irodalomtörténet az első pikareszk regényként tartja számon.

## Tartalma
Benne egy fiatal inas meséli el sanyarú életét, különféle gazdáinál szerzett tapasztalatait.
Apját elítélték; Lazarillót gyermekként egy vak koldus kísérőjéül adják, akitől a durva bánásmód miatt megszökik. A koldus után a társadalom különböző rétegeit képviselő gazdáknál (papnál, hidalgónál, szerzetesnél stb.) szolgál, majd állami alkalmazásban kikiáltó lesz és megnősül. A végén nevéből a kicsinyítő képző már elmarad, Lazarnak (Lázár) hívják.
A könyv – mint többnyire a későbbi pikareszk regények is –, egymáshoz nem kapcsolódó epizódokból áll, melyeket csak a hős személye tart össze. Minden epizódnak maga az elbeszélő, Lazarillo a hőse; valamint egyes gazdái, akiket többnyire negatív színben tüntet fel.

## A pikareszk regény
A pikareszk regény a 16. századi pásztorregénynél reálisabb szemléletű műfaj. A csavargó (pícaro) története, akit ide-oda vet a sors, óhatatlanul a kor hétköznapi valóságába is némi bepillantást enged. A műfaj a 17. században Mateo Alemán Guzmán de Alfarache című regényével és annak hatására bontakozott ki és jelentős szerepet töltött be az európai regény fejlődésében.
A Lazarillo a műfaj első, korai képviselője. Szerzője nem is látja még olyan sötéten a világot és az ember eredendő természetét, mint követői. Hőse életvidámabb, bizakodóbb, képes humorral szemlélni sorsát. További fontos különbség, hogy míg a Lazarillo pusztán az eseményeket, tényeket beszéli el, a későbbi pikareszk regényekben nagyobb helyet kapnak a reflexiók, az erkölcsi fejtegetések.

## Magyarul
- Lazarillo de Tormes élete; ford. Gombocz Zoltán; Franklin, Bp., 1898 (Olcsó könyvtár)[1]
- Lazarillo de Tormes: A koldus és szolgája; Aurora, Bp., 1943
- Diego Hurtado de Mendoza: Lazarillo de Tormes élete, jó sora és viszontagságai; ford. Benyhe János; in: Imposztorok tűköre. Spanyol kópé-regények; vál., bev., jegyz. Honti Rezső; Európa, Bp., 1957
- Diego Hurtado de Mendoza: Lazarillo de Tormes élete, jó sora és viszontagságai. Regény; ford. Benyhe János; Európa, Bp., 1958